# Mont-Saint-Père
Mont-Saint-Père é uma comuna francesa na região administrativa de Altos da França, no departamento de Aisne. Estende-se por uma área de 10,69 km². Em 2010 a comuna tinha 714 habitantes (densidade: 66,8 hab./km²).